# Glomstein
Glomstein est une localité de la municipalité de Færder, dans le comté de Vestfold et Telemark, en Norvège.

## Description
Glomstein est une petite localité de l'île de Nøtterøy. Glomstein était à l'origine une ferme du côté ouest de l'île de Nøtterøy et a donné son nom à la région environnante. L'agglomération de Glomstein comprend, entre autres, Tømmerholt, Brattås et Skjerve.